# Bongor
Bongor ist eine Stadt im Südwesten des Tschad, in der Provinz Mayo-Kebbi Est am Ostufer des Logone, der die Grenze zu Kamerun markiert. Sie hatte 30.518 Einwohner (Stand 2010) und liegt im Siedlungsgebiet des Massa-Volkes. Die Stadt liegt im Ramsar-Gebiet Plaines d’inondation du Logone et les dépressions Toupouri.

## Geschichte
1904 gründete der deutsche Kolonialoffizier Herbert Kund in unmittelbarer Nähe des Ortes einen Militärposten. Am 4. November 1911 wurde die Stadt nach dem deutsch-französischen Abkommen den französischen Kolonialgebieten zugesprochen.
Adolf Friedrich beschreibt 1912 „die Gegend bei Bongor als ein fruchtbares Ackerland, in dem viel Sorghumhirse, Alkama, auch wilder Reis und Erdnüsse …“ angebaut werden. Ein kleiner Flughafen mit einer Landebahn liegt westnordwestlich des Ortes.

## Bildung
Bongor besitzt zwei Gymnasien, das öffentliche Lycée Jacques Moudeina, das von mehreren späteren Politikern besucht wurde und die Privatschule Lycée-collège Mamira. Verpartnert ist der Ort mit Gandia in Spanien.

## Persönlichkeiten
- Delwa Kassiré Koumakoye (* 1949), tschadischer Politiker
- Ferdinand Gassina (* 1992), Fußballspieler